# Музеј људске анатомије Луиђи Роландо
Музеј људске анатомије Луиђи Роландо један је од Италијанских медицинских музеја који је основан 1739. године са седиштем у Торину. Као део музејске мреже Универзитета у Торину, након пресељења у нову зграду 1898. године.

## Положај
Музеј се данас налази у згради Анатомског института (итал. Palazzo degli Istituti Anatomici) у улици Corso Massimo d'Azeglio 52 у Торину.

## Историја
Иако је проучавање анатомије у Торину почело још 1563. године, тек доласком научника Анђела Виске у град Савону, 1739. године сакупљена је прва колекција анатомских препарата, коју је наручио Ђовани Батиста Бјанки Карло Емануеле III за формирање Универзитетског музеја. Од те колекције остали су вредна гипсана статуа труднице, растављиви модели мозга од дрвета и слоноваче и неколико воштаних артефаката.
Захваљујући раду Луиђија Роланда, 1830 године колекција је проширена новим артефактима и први пут отворена за јавност. Ова проширења обухватала су део онога што је данас Египатски музеј у Торину.
Између 1837. и 1898. године, под руководством Карла Ђакоминија, колекција се непрестано проширује додавањем анатомских узорака у алкохолу и сувом облику. Ширење еволуционе теорије Чарлса Дарвина подстакнут је развој антрополошких и приматолошких колекција.
Године 1898, завршетком зграде анатомских студија, музеј је пресељен у своје стално седиште.

## Збирке
Музејска збирка је задржала своју оригиналну конфигурацију, па су његове витрине препуне примерака, без унутрашњег осветљења и готово да немају објашњења, као што је био обичај у музејима 19. века. Ипак, са три видеа, кратким водичем и низом информативних листова, музеј има много тога да каже о историји колекција (укључујући и анатомску колекцију од 200 воштаних модела, једне од најбогатијих на свету), о научним открићима и о активностима Торинске школе анатомије у последњих 300 година.
У музеју постоји и библиотека и архива докумената и фотографија.